# ربوده‌شده (فیلم ۲۰۲۳)
ربوده‌شده (ایتالیایی: Rapito) یک فیلم درام تاریخی ایتالیایی‌زبان محصول ۲۰۲۳ به نویسندگی و کارگردانی مشترک مارکو بلوکیو است. این فیلم دربارهٔ ادگاردو مورتارا، پسر جوان یهودی است که توسط ایالات پاپی از خانواده‌اش گرفته‌شده و به عنوان یک کاتولیک بزرگ شد. این فیلم بر اساس کتاب پروندهٔ مورتارا اثر دانیله اسکالیز ساخته شده‌است. این فیلم محصول مشترک ایتالیا، فرانسه و آلمان است.
ربوده‌شده برای رقابت نخل طلای هفتاد و ششمین جشنواره فیلم کن انتخاب شد، و در ۲۳ می ۲۰۲۳ در آنجا به نمایش درآمد. این فیلم در ۲۵ مه در ایتالیا اکران شد. این فیلم نقدهای عموماً مثبتی از سوی منتقدان دریافت کرد.

## خلاصه داستان
در سال ۱۸۵۸، در محلهٔ یهودیان بولونیا، سربازان پاپ به خانهٔ خانوادهٔ مورتارا حمله می‌کنند. به دستور کاردینال، آنها برای دستگیری ادگاردو، پسر شش‌سالهٔ خانواده فرستاده شده‌اند. بنا به شهادت خدمتکار سابق، این پسر در دوران نوزادی مخفیانه غسل تعمید داده شد. قانون پاپ نهایی است: او باید تحصیلات کاتولیک دریافت کند. پدر و مادرش برای دیدن دوبارهٔ او مبارزه می‌کنند، و افکار عمومی با حمایت از خانواده بر ضد قدرت موقت کلیسا نابردبار می‌شود. اما پاپ با بازگرداندن کودک موافقت نمی‌کند. با بزرگ‌شدن ادگاردو با ایمان کاتولیک، قدرت موقت کلیسا رو به کاهش می‌رود و وحدت ایتالیا آغاز می‌شود.

## بازیگران
- پائولو پیروبون در نقش پاپ پیوس نهم
- فائوستو روسو آلسی
- باربارا رونکی در نقش ماریانا مورتارا
- انیا سالا در نقش ادگاردو مورتارا کودک
- لئوناردو مالتیز در نقش ادگاردو مورتارا جوان
- فیلیپو تیمی در نقش جاکومو آنتونلی
- فابریتزیو جیفونی
- آندره‌آ گرپلی
- ساموئل تنگی
- الساندرو فیوروچی در نقش پدر دومنیکانو
- پائولو کالابرزی
- کورادو اینورنیتسی[۳]

## تولید

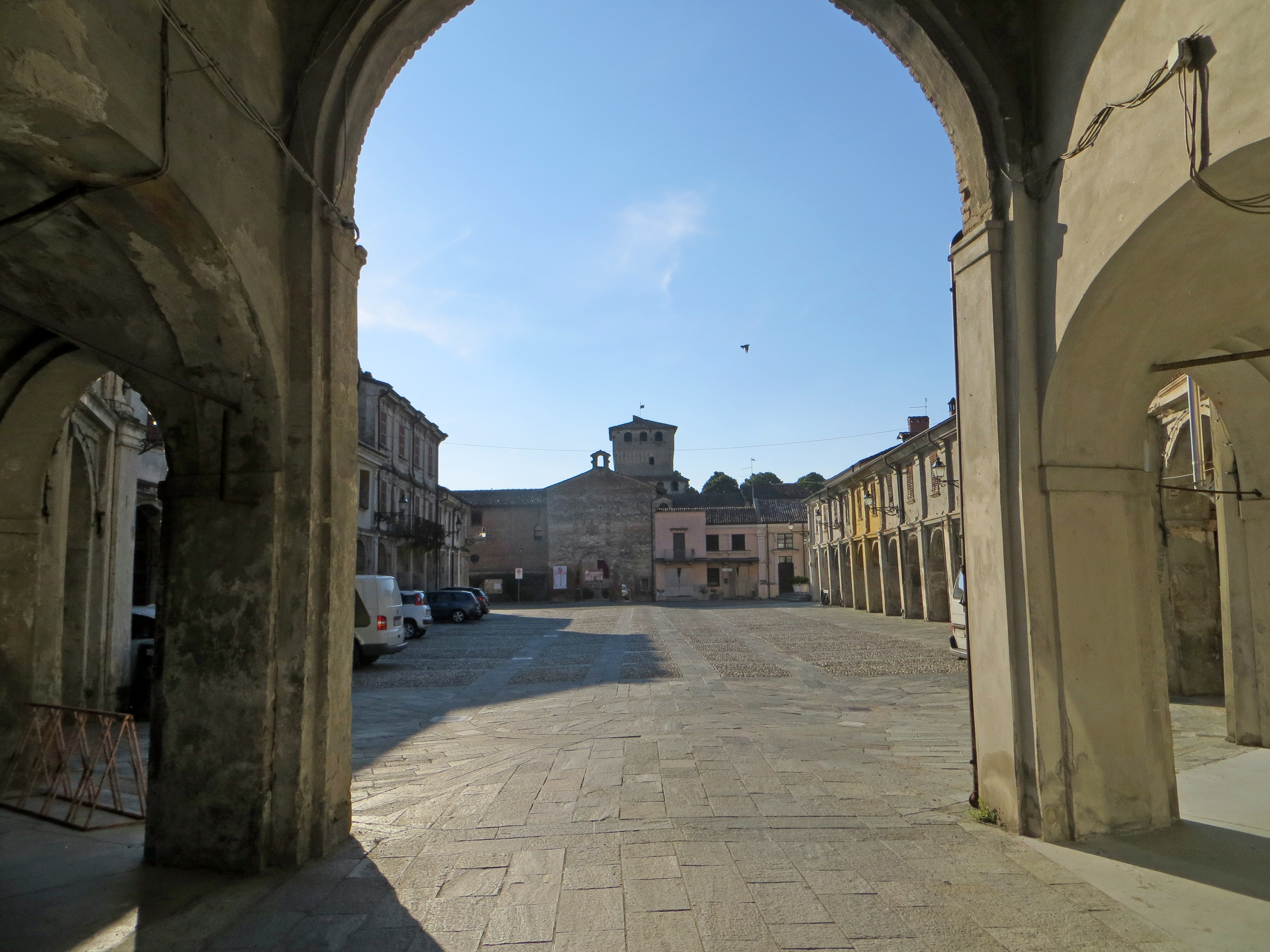
Piazza Minozzi (روکابیانکا) - طاق دسترسی به شرق

فیلم ربوده‌شده توسط مارکو بلوکیو و سوزانا نیکارلی با همکاری ادواردو آلبیناتی و دانیلا چزلی نوشته شده‌است. پینا توتارو به عنوان مشاور تاریخی فعالیت می‌کرد. تدوین فیلم توسط فرانچسکا کالولی و استفانو ماریوتی انجام شده‌است. فرانچسکو دی جاکومو به عنوان مدیر فیلمبرداری فعالیت می‌کرد. موسیقی اصلی توسط فابیو ماسیمو کاپوگرسو ارائه شده‌است.
این فیلم توسط بپه کشتو و سیمون گاتونی از طریق آی‌بی‌سی مووی و کاواک فیلم با همکاری رای سینما در تولید مشترک با اد ویتام پروداکشن (فرانسه) و مچ فکتوری (آلمان) تولید شده‌است که با مشارکت کانال+، سینه پلاس و بی‌آر/، آرته فرانس سینما با همکاری فیلم آوند مدین‌اشتیفتونگ ان‌آرو و با حمایت منطقه ایل-دو-فرانس تولید شده‌است.
فیلمبرداری در ۲۷ ژوئن ۲۰۲۲ در روکابیانکا آغاز شد، که در اواسط قرن ۱۹ بولونیا بازسازی شد. ماه بعد، فیلمبرداری به سابیونتا منتقل شد. فیلمبرداری صحنه‌های اضافی در لوکیشن‌هایی در رم و پاریس انجام شدند. در ژانویه ۲۰۲۳، تصویربرداری در فضای باز به مدت دو روز در میدان ماگیوره بولونیا، از جمله در داخل سالن‌های کاخ آکورسیوس انجام شد.

## انتشار
ربوده‌شده برای رقابت نخل طلای جشنواره فیلم کن ۲۰۲۳ انتخاب شد، و در آنجا نخستین نمایش جهانی خود را در ۲۳ مه ۲۰۲۳ داشت. این فیلم توسط دستریبیوشن ۰۱ در ۲۵ مه ۲۰۲۳ در ایتالیا اکران شد.